# Francis Wey
Francis Alphonse Wey, född den 12 augusti 1812 i Besançon, död den 9 mars 1882 i Paris, var en fransk författare.
Wey, som var generalinspektör över departementsarkiven 1852-80, skrev bland annat romanen Les enfants du marquis de Ganges, som var den första romanföljetongen (1838, i "La presse"), de två språkvetenskapliga arbetena Remarques sur la langue française au XIXe siècle (2 band, 1845) och Histoire des révolutions du langage en France (1848); dessutom praktverket Rome (1871; 4:e upplagan 1880). Därtill kommer flera reseskildringar och romaner med mera.